# 梅尼勒圣洛朗
梅尼勒圣洛朗（法語：Mesnil-Saint-Laurent）是法国皮卡第大区埃纳省的一个市镇，属于圣康坦区南圣康坦县。该市镇2009年时的人口为476人。

## 人口
梅尼勒圣洛朗人口变化图示
| 数据来源：INSEE |